# Un uomo e una donna davanti alla luna
Un uomo e una donna davanti alla luna  è un dipinto romantico realizzato nel 1820 dal pittore Caspar David Friedrich. È conservato nello Staatliche Museen di Berlino. Viene considerato una delle più importanti rappresentazioni della pittura romantica tedesca sviluppatasi nel primo Ottocento. 

## Descrizione
Il dipinto rappresenta un paesaggio boscoso con due alberi (l'uno  spoglio, l'altro verdeggiante), in mezzo ai quali compaiono due figure isolate di spalle, un uomo ed una donna. Il quadro vuole fare riflettere sul destino di solitudine dell'uomo. La funzione del dipinto è appunto quella di trasmettere il pessimismo del pittore e di far riflettere l'osservatore. La composizione non fa accenno ad alcun tipo di potere politico o alla storia.Nel quadro prevale l'utilizzo di linee curve e di colori freddi e neutri, stesi con sfumature graduate. La composizione è caratterizzata da linee di forza oblique, che ritroviamo nell'albero spoglio, lungo il sentiero e il pendio della montagna e il masso sulla sinistra. Il dipinto risulta comunque piuttosto statico e l'effetto di controluce crea un netto contrasto tra le aree scure e quelle illuminate, rendendo l'atmosfera misteriosa.Alcuni degli elementi presenti nel quadro hanno significati simbolici: l'imbrunire simboleggia la vecchiaia, l'albero spoglio la morte, quello rigoglioso raffigura la vita, mentre il sentiero è appunto il cammino dell'esistenza umana.